# كبانة
كبانة أو كباني قرية في ناحية كنسبا التابعة لمنطقة الحفّة في محافظة اللاذقية. بلغ عدد سكانها 902 نسمة حسب تعداد عام 2004.